# Пудовкін Всеволод Іларіонович
Пудо́вкін Всеволод Іларіонович (16 (28) лютого 1893, Пенза — 30 червня 1953, Юрмала) — російський та радянський кінорежисер, теоретик кіно. Народний артист СРСР (1948). Лауреат Сталінської премії (1941, 1947, 1951) за стрічки: «Суворов», «Мінін і Пожарський», «Адмірал Нахімов».

## З життєпису
Навчався на фізико-математичному факультеті Московського університету й у Державній школі кінематографії.
Поставив фільми: «Шахова гарячка» (1925, у співавт.), «Мати» (1926), «Кінець Санкт-Петербурга» (1927), «Нащадок Чингіс-хана» (1928), «Простий випадок» (1930), «Мінін і Пожарський» (1939), «Суворов» (1940), «Адмірал Нахімов» (1946), «Повернення Василя Бортнікова» (1953) та ін. Автор сценарію української кінокартини «Слюсар і канцлер» (1923).
Нагороджений двома орденами Леніна та двома орденами Трудового Червоного Прапора.